# Muzej Lapidarium
Muzej/Museo Lapidarium jest lokalni, municipalni muzej kojeg je osnovao grad Novigrad.

## Povijest
Muzej je utemeljen 2006. godine, a građa potječe s područja Novigrada i okolice.

## Djelatnost
Djelatnost muzeja definirana je zakonskom legislativom vezanom uz muzeje. Muzej radi na sustavnom sabiranju, čuvanju, restauriranju i konzerviranju, prezentaciji te trajnoj zaštiti muzejske građe s područja nadležnosti muzeja. Primarna zadaća muzeja je konzervacija i prezentacija kamenih spomenika s područja Novigrada.

## Građa
Muzejsku građu čine sljedeće zbirke: 
- kulturno-povijesna zbirka
- lapidarij
- galerija Rigo.

Kulturno-povijesna zbirka sadrži građu (dokumente, crteže, grafike, fotografije) koja potječe s područja Novigrada i okolice, vremenski zbirka pokriva razdoblje 19. i 20. stoljeća. Lapidariji ima u svom fondu antičke i ranosrednjovjekovne kamene spomenike s područja nadležnosti muzeja. Građa Galerije Rigo sastoji se od slika, skulptura, fotografija i serigrafija koje potječu iz Hrvatske i inozemstva, zbirka vremenski pokriva 20. i 21. stoljeće. Kao zasebna zbirka može se definirati i donacija Jelice Tanasić. Darovanu građu čine slike, crteži i grafike s područja Poreča, a vremenski okvir nastanka su sedamdesete i osamdesete godine 20. stoljeća. U muzeju je u tijeku postupak digitalizacije, a digitalizira se građa iz zbirke Lapidarij.

## Usluge
Pružanje stručne pomoći iz područja djelatnosti muzeja, održavanje predavanja, vršenje stručnog vodstva, pružanje usluge informiranja vezano uz aktivnosti, organiziranje izložbi, objavljivanje stručnih publikacija.

## Vanjske poveznice
- Mrežne stranice Muzeja / Museo Lapidarium
- Muzeji Hrvatske na internetu, Muzej / Museo Lapidarium  Arhivirana inačica izvorne stranice od 17. rujna 2008. (Wayback Machine)